# Белорусская государственная филармония
Белорусская государственная филармония, Учреждение «Белорусская государственная ордена Трудового Красного Знамени филармония» (бел. Беларуская дзяржаўная філармонія, бел. Установа «Беларуская дзяржаўная ордэна Працоўнага Чырвонага Сцяга філармонія») — филармония в Минске. Архитектор здания — Г. М. Бенедиктов.

## История
Официально открылась 25 апреля 1937 года в составе симфонического оркестра, оркестра белорусских народных инструментов, Белорусского ансамбля народной песни и танца и Белорусской хоровой капеллы.
Апрель 1963 года — открытие концертного зала (930 мест, район площади Я. Коласа).
В 2004 году проведены ремонтные работы, улучшена акустика зала, подсветка. Количество мест в Большом зале было сокращено до 688 и открыт Малый зал им. Г. Р. Ширмы (200 мест).
26 января 2005 года — первый концерт в обновленном зале.

## Творческие коллективы
- Государственный академический симфонический оркестр Республики Беларусь
- Национальный академический народный оркестр Республики Беларусь им. И.Жиновича
- Государственная академическая хоровая капелла Республики Беларусь им. Г. Ширмы
- Государственный камерный оркестр Республики Беларусь
- Государственный камерный хор Республики Беларусь
- Ансамбль солистов «Классик-авангард»
- Минский струнный квартет
- Ансамбль солистов под управлением И.Иванова
- Белорусский государственный ансамбль народной музыки «Свята»[2]
- Ансамбль «Камерата»
- Фольклорная группа «Купалинка»
- Концертно-гастрольный отдел
- Филармония для детей и юношества
- Белорусский поэтический театр одного актёра «Зніч»[3]

## Награды
- орден Трудового Красного Знамени (20.06.1940) — за выдающиеся заслуги в деле развития белорусского музыкального искусства

## Руководители
- Григорий Александрович Анчиков — художественный руководитель в 1966—1973 годах.
- Никита Александр Иванович — директор с 2020 года.

## Солисты
- Арутюнова Наталья (цимбалы)[4]
- Боровиков Валерий (фортепиано)
- Вишнякова Татьяна (концертмейстер, фортепиано)
- Гильдюк Юрий (фортепиано)
- Духновская Алика (фортепиано)
- Дущинская Нелли (сопрано)
- Елисеева Дарья (флейта)
- Котова Наталья (фортепиано)
- Кухта Павел (гитара)
- Марецкий Николай (домра, мандолина)
- Музыкантов Александр (фортепиано)
- Оловников Игорь (фортепиано, орган)
- Плиговка Владислав (баян)
- Радивилов Владимир (разговорный жанр)
- Старостенко Кирилл (тенор)
- Титов Дмитрий (домра)
- Шаплыко Артём (фортепиано)
- Шумилина Ирина (фортепиано)